# Роман о Граале
«Роман о Граале» (фр. Le Roman du Graal) — рыцарский роман Робера де Борона, созданный на рубеже XII—XIII веков.
Роман невелик по объему, тем не менее в нем охвачен пространный временной промежуток и описаны события, важные как для дальнейшего развития романа в прозе, так и для выявления идей автора. Книга отчетливо членится на три неравные части. Первая, основываясь на кратких упоминаниях в канонических Евангелиях и на более подробном рассказе из апокрифического «Евангелия от Никодима», повествует о страстях Господних, о подвиге Иосифа Аримафейского, о его пленении и вызволении из тюрьмы. Здесь нашлось место и для краткого рассказа о грехопадении Адама, о библейских патриархах, о земной жизни Иисуса Христа, предательстве Иуды, Голгофе, нисхождении Христа во ад и т. д.
В романе можно отметить небольшой, но значительный в идейном плане фрагмент, который описывает первое появление Святого Грааля, появление во всем его блеске и чудесном могуществе. Иосифу открываются и сила святой чаши, и связанная с нею благодать.
Вторая часть рассказывает об освобождении Иосифа, завоевании и разрушении Иерусалима войсками императора Веспасиана, о излечении императора от проказы. Освобожденный Веспасианом, отомстившим за смерть Христа, Иосиф отправляется в дальние неведомые земли, чтобы проповедовать там христианство.
Потомки Иосифа (у этого библейского персонажа, согласно церковной легенде, не могло быть прямых потомков, поэтому Робер придумал ему племянника Лионна) попадают в Англию, где складывается братство Грааля.
У Робера братство хранителей Грааля — это сообщество причастных священной тайне. Даже самым избранным не дано проникнуть в таинство Грааля. Тайну эту Иосиф открывает лишь будущему хранителю святыни.

### Издания на русском языке
- Робер де Борон. Роман о Граале / Пер. Е. Кассировой. — СПб.: Евразия, 2000. — 224 с. — ISBN 5-8071-0035-2. (Переиздано без изменений в 2005 г.).

### Исследования
- Михайлов А. Д. Французский рыцарский роман. М., 1976. C. 201—206.